# درتشه بياز
درتشه بياز (بالفارسية: درچه‌پیاز) هي منطقة سكنية تقع في إيران في البلدة المركزية. يقدر عدد سكانها بـ 43,183 نسمة .